# Zilverhaak
De zilverhaak (Deltote uncula) is een vlinder uit de familie van de uilen (Noctuidae). De voorvleugellengte bedraagt tussen de 11 en 12 millimeter. De soort komt verspreid over het Palearctisch gebied voor. Hij overwintert als pop.

## Waardplanten
De zilverhaak heeft allerlei grassen en zeggen als waardplanten.

## Voorkomen in Nederland en België
De zilverhaak is in Nederland een niet zo algemene en in België een zeldzame soort, die verspreid over het hele gebied kan worden gezien. De vlinder kent per jaar twee generaties, die vliegen van mei tot in september.